# Còdex Rohonczi

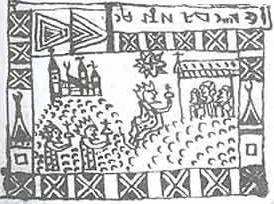
Una il·lustració del còdex.

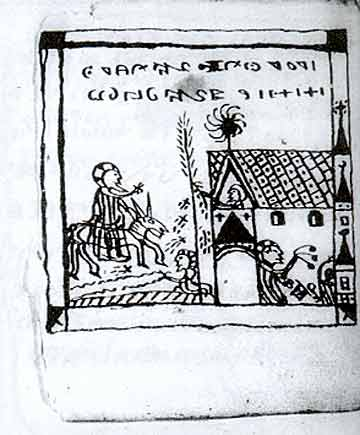
Possible culte solar, nativitat, creus i un típic monestir moldau.

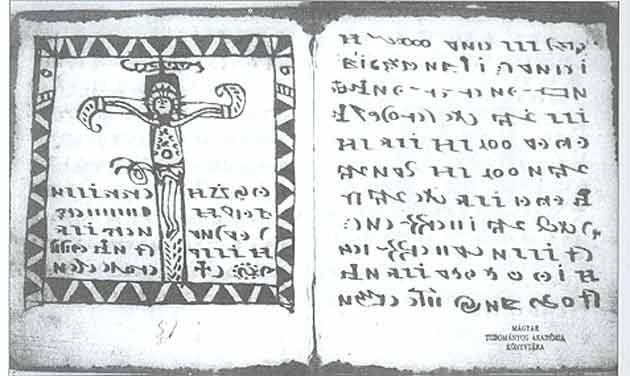
Crucifixió.

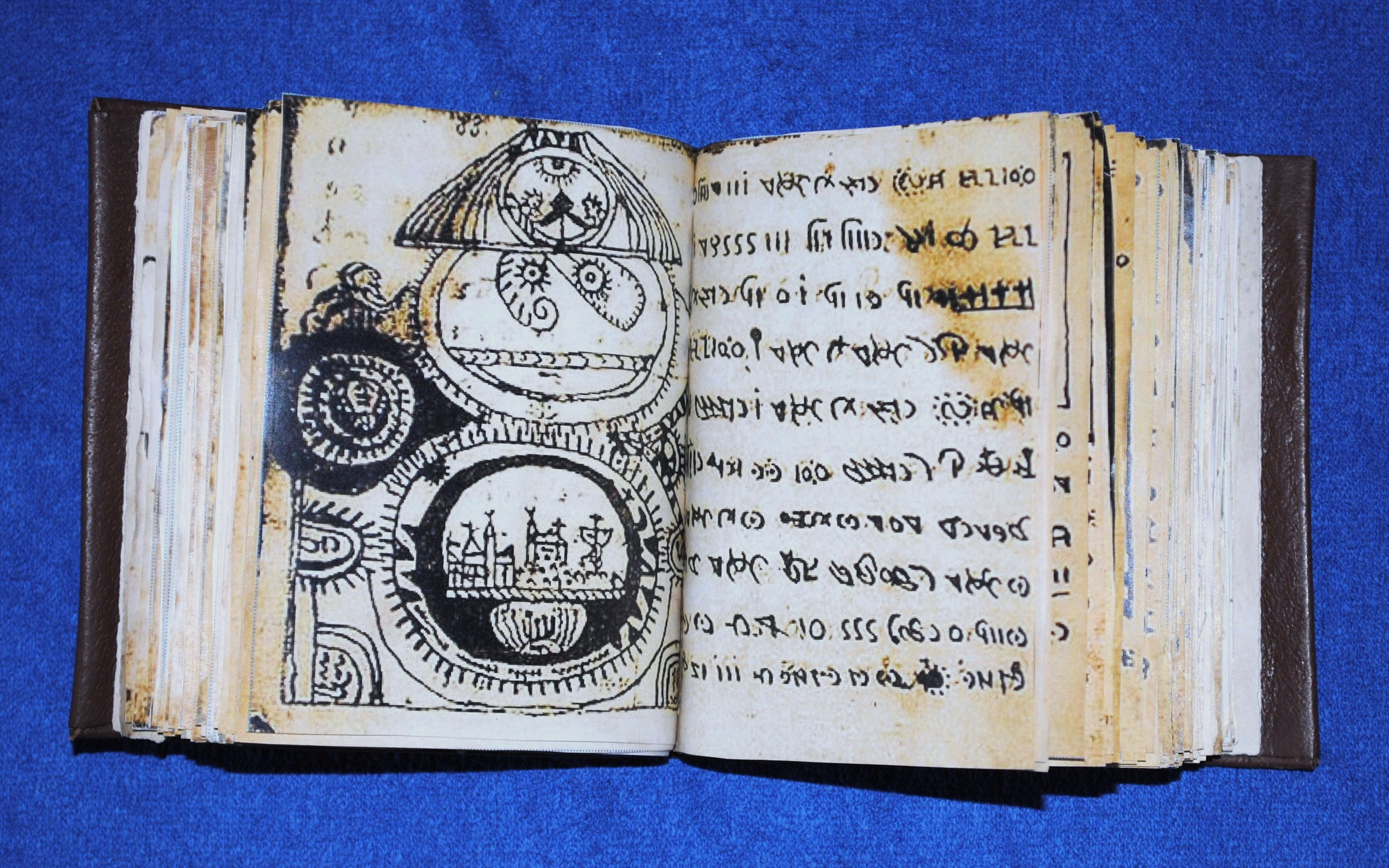
Una còpia del llibre.

El Còdex Rohonczi és un fascicle de 448 pàgines (224 fulles) manuscrites en un sistema d'escriptura i una llengua desconeguts.

## Història
L'origen del còdex és incert. El comte hongarès Gusztáv Batthyány la va donar el 1838 a l'Acadèmia de Ciències d'Hongria pel comte hongarès Gusztáv Batthyány, junts amb la resta de la seva biblioteca.
Rep el nom de la ciutat de Rohoncz, a l'oest d'Hongria (actualment Rechnitz, Àustria), on va romandre fins a 1907, quan fou traslladat a Budapest. En aquesta època, el còdex és esmentat a l'obra de Béla Tóth Magyar ritkaságok (Curiositats hongareses). El còdex també va ser remès el 1885 a Bernhard Jülg, un investigador alemany i professor a la Universitat d'Innsbruck que no va poder desxifra'l.
Una possible petjada del seu passat pot ser el registre al catàleg de la Biblioteca Rohoncz dels Batthyány el 1743, que diu «Magyar imádságok, volum I. in 12°» (Oracions hongareses, un volum, in 12°). La grandària i el contingut coincideixen amb els del còdex, però aquesta és tota la informació que va ser ingressada al catàleg, el que només pot ser un indici.
El còdex va ser estudiat per l'hongarès Ferenc Toldy el 1840, després per Pál Hunfalvy, sense cap resultat. El paleògraf austríac Dr. Mahl va revisar la seva validesa, Josef Jirecek i el seu fill Konstantin, tots dos professors universitaris a Praga, van estudiar 32 pàgines del còdex entre 1884-1885 sense arribar a cap conclusió. Mihály Munkácsy, el conegut pintor hongarès, va portar el còdex a París per estudiar-ho entre 1890-92, però tampoc va obtenir resultat algun.
La majoria dels científics hongaresos consideren aquest còdex com un engany de Sámuel Literáti Nemes (1796-1842), antiquari hongarès-transilvà i cofundador de la Biblioteca Nacional Széchényi a Budapest, conegut per diverses falsificacions històriques (la majoria de la dècada de 1830) que fins i tot van enganyar molts erudits del seu temps. Aquesta opinió es remunta a 1866 i va sorgir de Károl Szabó (1824-1890), historiador hongarès. També va ser defensada per Fejérpataky (1878) i per Pintér (1930). Béla Tóth (1899) i Csaba Csapodi (1973) opinen que la hipòtesi d'una falsificació com a molt probable.

## Característiques
El còdex té 448 pàgines de 12x10 cm, amb entre nou i catorze línies de símbols. Al costat del text hi ha 87 il·lustracions que inclouen escenes religioses, civils i militars. Les il·lustracions mostren un entorn en el qual cristians, pagans i musulmans coexisteixen; els símbols de la creu, la mitja lluna, i el sol o esvàstica són omnipresents.
El nombre de símbols usats en el còdex és prop de deu vegades superior als de qualsevol alfabet conegut, però alguns símbols apareixen rarament, per la qual cosa podria tractar-se no d'un alfabet, sinó d'un sil·labari, o similar als ideogrames xinesos.
El paper usat seria probablement paper venecià cap a l'entorn de l'any 1430.

## Idioma
La llengua en el qual va ser escrit és desconegut. S'ha proposat l'hongarès, el dàcic, el romanès i uns altres. Hi ha hagut alguns intents per desxifrar el significat del document.

## Traduccions hipotètiques
Com és de suposar, cap de la solucions hipotètiques ha estat àmpliament acceptada per la comunitat científica.

### Sumero-hongaresa
Attila Nyíri a Hongria després d'estudiar dues pàgines va col·locar les pàgines a l'inrevés i va convertir els símbols en les lletres més semblants a ells (de vegades un símbol equivalia a diferents lletres i viceversa) i després els va ajuntar per formar paraules. El text obtingut és possiblement litúrgic. A l'inici diu: Eljött az Istened. Száll az Úr. O. Vannak a szent angyalok. Azok. O.; traducció: El teu Déu ha vingut. El Senyor vola. Oh. Hi ha sants àngels. Ells. Oh.
Ottó Gyürk va criticar els resultats obtinguts per Nyíri pel seu mètode de desxiframent massa permissiu, i per suposar que teoritzà que l'idioma hongarès descendia del sumeri.

### Dacio-romanesa
Una traducció va ser proposada per la filòloga romanesa Viorica Enăchiuc per la semblança amb les escriptures de la Dàcia i de la regió del Danubi (c. 1500 A. de C.). Segons aquesta traducció, aparentment relacionada amb el llatí vulgar, el romanès primitiu i escrita en alfabet daci, seria la història de les guerres del poble Blaki (valacos) contra els cumans i petxenegs; esmenta un eclipsi solar (1090 d. C.); apareixen topònims i hidrónims tals com Llaureu, Dridu, Olbia, Ineu, Rarăo, Dniester i Tisa; així com contactes diplomàtics entre Vlad i Aleix I Comnè i entre Constantí X Ducas i Robert III de Flandes. L'inici del capítol (pàgina 244) diu (de dreta a esquerra, de baix cap amunt): Solrgco zicjra naprzi olto co sesvil cas; traducció: Oh, Sol de vida deixa escriure [el] que abasta el temps. Deteti lis vivit neglivlu iti iti itia niteren titius suonares imi urast ucen'; traducció: En grans quantitats, en feroç batalla, sense por anar, anar com un heroi. Irrompre amb gran soroll, per atacar i derrotar a l'hongarès!
D'una banda, s'han criticat el mètode de traducció d'Enăchiuc. Els símbols en el mateix context van ser convertits en lletres diferents pel que els patrons originals del codi s'han perdut. D'altra banda, Enăchiuc és criticada com a lingüista i historiadora i el seu glossari provoca dubtes sobre la seva autenticitat, que fan que no es qualifiqui el seu treball com a científic.

### Brahmi-hindí
Mahesh Kumar Singh de l'Índia afirma que el document està escrit de dreta a esquerra i de dalt cap avall amb una variant d'escriptura brahmi. Va traduir les primeres 24 pàgines per obtenir un text en hindi que després va abocar a l'hongarès. Va concloure que és una espècie d'evangeli apòcrif que en el pròleg parla sobre la infància de Jesucrist. En les dues primeres línies es llegeix: he bhagwan log bahoot garib yahan bimar aur bhookhe hai / inko itni sakti aur himmat do taki ye apne karmo ko pura kar sake. En hongarès: Óh, Istenem! Itt a nép nagyon szegény, beteg és szűkölködik, ezért adj nekik elegendő tehetséget és erőt, hogy kielégíthessék a szükségleteiket!. Traducció: Oh, Déu meu! Aquí el poble és paupèrrim, malalt i famolenc, per tant dona'ls suficient força i poder [per] que puguin satisfer les seves necessitats.
El treball de Singh va ser criticat en el següent nombre de la gaseta, la seva traducció manca de consistència i es considera un frau.

### Antic alfabet hongarès
Marius-Adrian Oancea considera que el còdex tracta temes relacionats amb el Nou Testament, el llenguatge del còdex és l'hongarès i les paraules es codifiquen en una versió de l'antic alfabet hongarès també conegut com a székely rovásírás o székely-magyar rovás. La seva solució proposada està publicada electrònicament a rohoncbyoancea.blogspot.com.br

## Intents sistemàtics
Una recerca metòdica (i reeixida) dels símbols va ser feta per Ottó Gyürk, qui va examinar seqüències repetides per trobar seqüències de la direcció del text (suposa escriptura dreta-esquerra i de dalt-a baix i paginació esquerra-dreta) i identificar nombres en el text. Posteriors comentaris suggereixen més conjectures basades en estadística, però no publicades.
Miklós Locsmándi en la dècada de 1990 va fer una recerca basada en computadora i va confirmar el descobriment per Gyürk i altres. Sense moltes proves, va afirmar que el símbol «i» és un delimitador de sentència (però també significa "11" i potser un lloc de delimitador de valor de nombres). Va estudiar els símbols diacrítics (diversos punts) però no va trobar peculiaritats en l'ús. Tampoc va trobar rastres de sufixos característics del llenguatge hongarès, per la qual cosa va assumir que no estava escrit en aquest llenguatge. No va poder provar que el codi no és una farsa, però en observar la regularitat en el text va rebutjar que es tracti d'un frau.
Les recerques s'han intensificat recentment. Benedek Láng va resumir els intents previs en un llibre monogràfic. Argumentà que el còdex no és un frau (contrari a l'opinió majoritària), i que és un text codificat. Podria ser (1) un xifrat, (2) un sistema de cal·ligrafia, o (3) un llenguatge artificial.
El 2010 Gábor Tokai va publicar una sèrie de tres articles breus a la revista científica hongaresa Élet és Tudomány. Tokai va intentar datar el còdex per analogia de les seves il·lustracions sense conclusions clares i va ser la primera de la seva classe. Encara que no descarta que es tracti d'un frau pensa que les regularitats del text indiquen que té significat. Es va basar en les il·lustracions i caràcters (com el INRI en la creu). Encara que els seus resultats són molt hipotètics, va identificar els codis dels quatre evangelistes en referències bíbliques per nom i un nombre, possiblement capítols a l'estil bíblic. Basat en els treballs de Gyürk i Locsmándi, va trobar nombres de quatre xifres que serien possibles anys a la manera de la cronologia tipus Anno Mundi.
Levente Zoltán Király va fer un gran avanç a descriure alguns elements estructurals amb un mètode de cort de text en frases amb bona probabilitat. Va identificar una secció de set pàgines que va ser dividida per encapçalats numerats amb una secció completa precedida per la seva taula de continguts. També va trobar els codis dels quatre evangelistes, la qual cosa ho va portar a argumentar sobre un «sistema d'encapçalats de capítols» en codi amb referències bíbliques. Va mostrar que l'estructura dels capítols no està present en els primers quatre dels llibres perquè contenen una narració de la passió de Crist.
Com a resultat del treball cooperatiu de Gábor Tokai i Levente Zoltán Király, el codi aparentment ha estat trencat. La major publicació de tots dos encara no ha vist la llum però els seus primers resultats ja han estat impresos en hongarès. Segons ells, el manuscrit és un sistema de codi que no indica l'estructura interna de les paraules i el llenguatge és probablement artificial (com va proposar Benedek Láng). Afirmen que el còdex conté la data de 1593 I.C. com a probable referència a la seva escriptura. També afirmen que per les seves característiques es tractaria d'un opuscle catòlic o un breviari de l'època, amb paràfrasi de frases del Nou testament (principalment els evangelis) i una mica de material no canònic com el retorn de Set a la porta del Paradís o pregàries de la Mare de Déu.